# Autoroute A-44 (Espagne)
Pour les articles homonymes, voir A44.
L'autoroute espagnole A-44 appelée aussi Autovía de Sierra Nevada est une autoroute non totalement achevée qui va permettre de relier Bailen à Motril.
L'autoroute permet de relier directement Madrid et le nord de l'Espagne à Grenade, Motril et la Costa tropicale .
Cette autoroute permet entre autres de relier Grenade et ce que l'on peut appeler son port (Port de Motril) et dont la croissance n'arrête pas d'augmenter.

## Tronçons
| Nom  | Section                                 | État (2008)     | Longueur (km) |
| ---- | --------------------------------------- | --------------- | ------------- |
| A-44 | Bailén (A-4) - Ízbor (A-44)             | En service      | 165 km        |
| A-44 | Albolote (A-44/A-92) - Santa Fe (A-92G) | En construction | × km          |
| A-44 | Ízbor - Motril (A-7)                    | En service      | 24 km         |

## Tracé

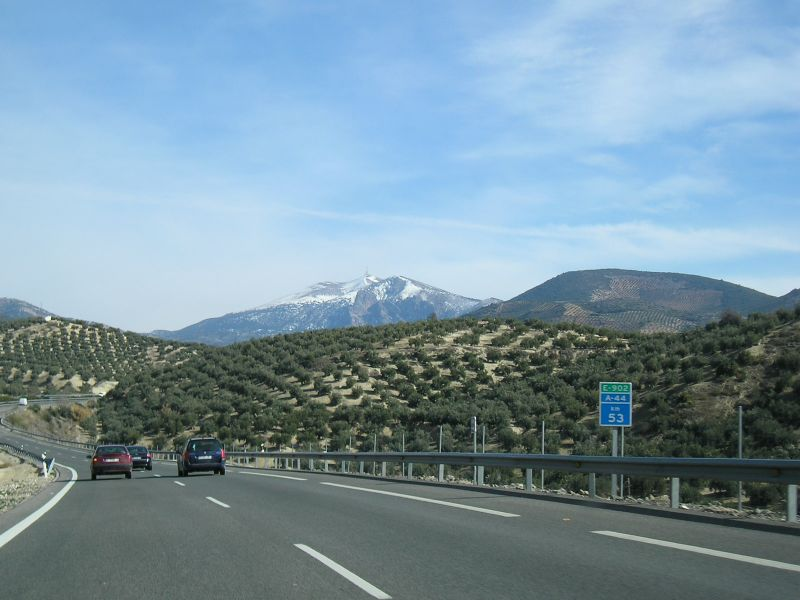
L'A-44 au milieu des champs d'oliviers près de la Sierra Nevada.

- L'autoroute débute au nord de Bailen où elle se détache de l'A-4 (Madrid - Séville) et quelques mètres plus loin ira se déconnecter l'A-32 en direction d'Albacete une fois qu'elle sera construite.
- Elle poursuit son chemin vers le sud où elle bifurque avec l'A-316 qui est une autoroute autonome andalouse qui va relier une fois terminée Úbeda (A-32) à Alcaudete (A-318) en passant par Jaén
- Elle traverse l'agglomération par l'est et où se détache la J-14 (pénétrante-est de Jaén).
- 80 km plus loin, l'A-44 arrive à Grenade qu'elle traverse par l'ouest et où elle croise l'A-92, voie express autonome qui relie directement Séville à Almérie. Il est prévu que cette section soit déclassée en GR-30 (Rocade de Grenade) et de construite une section plus à l'ouest pour contourner la ville.
- Elle poursuit la descente vers la Costa tropical dans la vallée de la Sierra Nevada pour finir par se connecter à l'A-7 à hauteur de Motril et son Port de Motril (GR-14).

## Sorties
- 292 (sortie de l'A-4)  Échangeur autoroutier entre A-4 et A-44 : Madrid, Cordoue, Séville (A-4) - Bailen ( N-323 )
- 3  Échangeur autoroutier entre A-44 et A-32 : Linares, Úbeda, Albacete ( A-32 ) - Bailén ( N-322 )
- 12 : Bailén ( N-323 ) - Linares - Jabalquinto,  Aire de service Jabalquinto (dans les deux sens)
- 17 (de et vers Bailen) : Mengíbar-nord ( N-323 )
- Viaduc sur le Quadalquivir
- 18 : Mengíbar-est ( A-6000 ) - Parc Scientifique et Technologique de l'Huile et de l'Olivier - Geolit
- 26 : Las Infantas ( N-323 )
- 36  Échangeur autoroutier entre A-44 et  A-316  : Jaén, Úbeda, Albacete  A-32 , Lucena, Estepa, Séville  A-92 ,  Aire de service San Lucas (accès par l'A-316) (dans les deux sens)
- 40 : Jaén ( J-14 )
- 46 (de et vers Jaen) : La Guardia de Jaén
- 50 : Pegalajar ( JA-3203 )
- La Cerradura (255 et 327 m)
- 59 : Cambil, Huelma ( A-324 )
- 64 : Carchelejo, Arbuniel ( JA-3207 )
- 67
- Aire de service Campillo de Arenas (sens Jaen-Motril)
- 74 : Campillo de Arenas ( JV-2228 )
- 77 : Noalejo ( JV-2229 ),  Aire de service Noalejo (dans les deux sens)
- 79 : Campotéjar, Montillana,  Aire de service Campotéjar-nord (sens Jaen-Motril)
- 84 : Campotéjar-est ( GR-3423 ),  Aire de service Campotéjar-est (dans les deux sens)
- 89 : Dehesas Viejas, Alcalá la Real ( A-403 )
- 97 : Iznalloz, Darro ( A-308 ) - Guadix, Almeria ( A-92 ) - Lorca, Murcie ( A-92N ),  Aire de service Iznalloz (dans les deux sens)
- 103
- Aire de service Deifontes (sens Motril-Jaen)
- 108 : Deifontes ( GR-3423 )
- 111 (de et vers Motril) : Colomera ( N-323 )
- 115  Échangeur autoroutier entre A-44 et GR-30(de et vers Jaen) : Grenade Centre, Sierra Nevada ( GR-30 ) - Guadix, Almeria, Murcie, Séville, Malaga ( A-92 )
- 119  Échangeur autoroutier entre A-45 et  A-92  (de et vers Motril) : Guadix, Almeria, Murcie ( A-92 )
- 120 : Albolote ( GR-3417 )
- 123  Échangeur autoroutier entre A-44 et GR-43 : Grenade-ouest, Mercagranada ( GR-43 ) - Cordoue ( N-432 )
- 126  Échangeur autoroutier entre A-45 et  A-92G  : Grenade-ouest, Santa Fe, Séville, Malaga, Aéroport de Grenade-Federico García Lorca ( A-92G )
- 129 : Vegas del Genil
- 135 : Churriana de la Vega, Gabia la Grande, Grenade-sud, Alhama de Granada ( A-338 )
- 138  Échangeur autoroutier entre A-44 et GR-30 (de et vers Jaen) : Grenade-centre, Sierra Nevada ( GR-30 )
- 139 : Villa de Otura,  Aire de service Otura (sens Jaen-Motril)
- 144 : El Puntal - El Padul,  Aire de service El Padul (dans les deux sens)
- 153 : Villamena - Durcal-nord,  Aire de service Cozvijar (dans les deux sens)
- 157 : Dúrcal-sud,  Aire de service Nigüelas (dans les deux sens)
- 160 : Lecrín
- 164 : Béznar, Lanjarón, Órgiva ( A-348 )
- 167 : Ízbor ( N-323 )
- 175 : Vélez de Benaudalla ( A-346 )
- 181 : Velez de Benaudalla ( A-4133 )
- 183  Échangeur autoroutier entre A-7 et A-44 : Almeria, Murcie, Motril-est  GR-16 , Malaga, Motril-ouest, Port de Motril  GR-14  ( A-7 )

## GR-30
- 115  Échangeur autoroutier entre A-44 et GR-30 (de et vers Jaen)
- 116 : Calicasas - El Chaparral - Colomera
- 117 :  Aire de service El Chaparral (dans les deux sens)
- 118 :  Échangeur autoroutier entre A-45 et  A-92  : Guadix, Almeria, Murcie, Séville, Malaga
- 119 : Albolote - Monteluz,  Aire de service Albolote (dans les deux sens)
- 119B (sens nord-sud) : Albolote
- 121 : Peligros,  Aire de service Peligros (dans les deux sens)
- 122 : Zone industrielle Asegra
- 123 : Grenade-nord - Maracena
- 125 : Cordoue ( N-432 ) - Málaga, Séville ( A-92G ) - Grenade-Ghana
- 127 : Grenade-ouest,  Aire de service Grenade-ouest (dans les deux sens)
- 128 et  129 (2 échangeurs complets) : Grende-centre
- Pont sur le Genil
- 131 : Grenade-sud - Armilla
- 132  Échangeur autoroutier entre A-44 et  A-395  : Grenade-sud, Sierra Nevada, Alhembra de Grenade () - Armilla
- 135 : Ogíjares - Armilla
- Pont sur le Rio Dilar
- 137 : Otura, Alhendin
- 138  Échangeur autoroutier entre A-44 et GR-30 (de et vers Jaen) : Grenade-centre, Sierra Nevada ( GR-30 )

### Référence
- Nomenclature